# Сељачка странка (Република Српска)
Сељачка странка (СС) је парламентарна странка са сједиштем у Модричи у Републици Српској и Босни и Херцеговини.
Њен оснивач и предсједник је Гордана Видовић, која је посланик у десетом сазиву Народне скупштине изабраном 2018. године. Сељачка странка је на тим изборима наступила у коалицији са Партијом демократског прогреса.

## Резултати
| Избори | # гласова | % од изашлих | # посланика | Влада     |
| ------ | --------- | ------------ | ----------- | --------- |
| 2018.  | 69.948    | 10.22%       | 1 / 83      | опозиција |